# Bagito
Bagito es una serie de televisión filipina transmitida por ABS-CBN del 17 de noviembre de 2014 hasta el 13 de marzo de 2015, basado en la serie de Wattpad del mismo título por Noreen Capili. Está protagonizada por Nash Aguas, Alexa Ilacad y Ella Cruz, y con las actuaciones estelares de Ariel Rivera, Angel Aquino y Agot Isidro.

## Argumento
Drew es un adolescente obligado a hacer frente a las responsabilidades de ser un padre joven a causa de su gran error. ¿Cómo va a niño recién nacido de Drew cambiar su vida y las vidas de sus seres queridos? ¿Está listo para dejar atrás su infancia y se enfrentan a las dificultades de ser un padre joven? ¿Cómo los padres de Drew ayudar y guiar a él como él entra en el "mundo real"?

## Elenco

### Elenco principal
- Nash Aguas como Andrew "Drew" Alvarez.
- Alexa Ilacad como Camille "Mac" Lorenzo.
- Ella Cruz como Vanessa Bueno.

### Elenco secundario
- Angel Aquino como Raquel Alvarez.
- Agot Isidro como Sylvia Samson-Lorenzo.
- Ariel Rivera como Gilbert Alvarez.
- Alexander Diaz como Ralph.
- John Bermundo como Vince.
- Joaquin Reyes como Warren.
- Brace Arquiza como Toffer.
- Grae Fernandez como Carlo.
- Paolo Santiago as Jerrick.
- Kristel Fulgar
- Amy Nobleza como Blessie.
- Marco Pingol como Yuri Alvarez.
- Wendy Villacorta
- Roni Abario

### Elenco extendido
- Lollie Mara
- Nick Lizaso
- Lui Manansala
- Art Acuña como Armand Lorenzo.
- Marvin Yap como Cesar.
- Gee Canlas
- Marnie Lapus
- Chinie Concepción

### Participación especial
- Angelu Alayon como Andrew Alvarez (joven).
- Allyson McBride como Camille Lorenzo (joven).